# Amy Palm
Amy Freja Maria Palm, född 7 maj 1859 i Tibble socken, Uppsala län, död 28 maj 1916, var en svensk barnboksförfattare.
Palm var dotter till lantbrukaren Frey Thorsten Fyrwald och Andriette Fredrika Maria Öström samt gift med vice stadsingenjören Karl Vilhelm Palm (1860–1909) i Stockholm. Hon vann bred uppskattning för sina fem böcker om barnen på Broby (1893–1901), vilka bygger på barndomsminnen från herrgårdsliv i Uppland. Hon berättar okonstlat och utan moraliserande om vanliga barns lekar och upptåg.